# Glinianka (dopływ Dzierżęcinki)
Glinianka – potok, lewostronny dopływ Dzierżęcinki o długości ok. 4 km
Płynie w powiecie koszalińskim.  Glinianka odprowadzając wody z podmokłego lasu, przecina drogę krajową nr 11 i trasę linii kolejowej nr 202 (Koszalin-Goleniów).